# Martebo myr

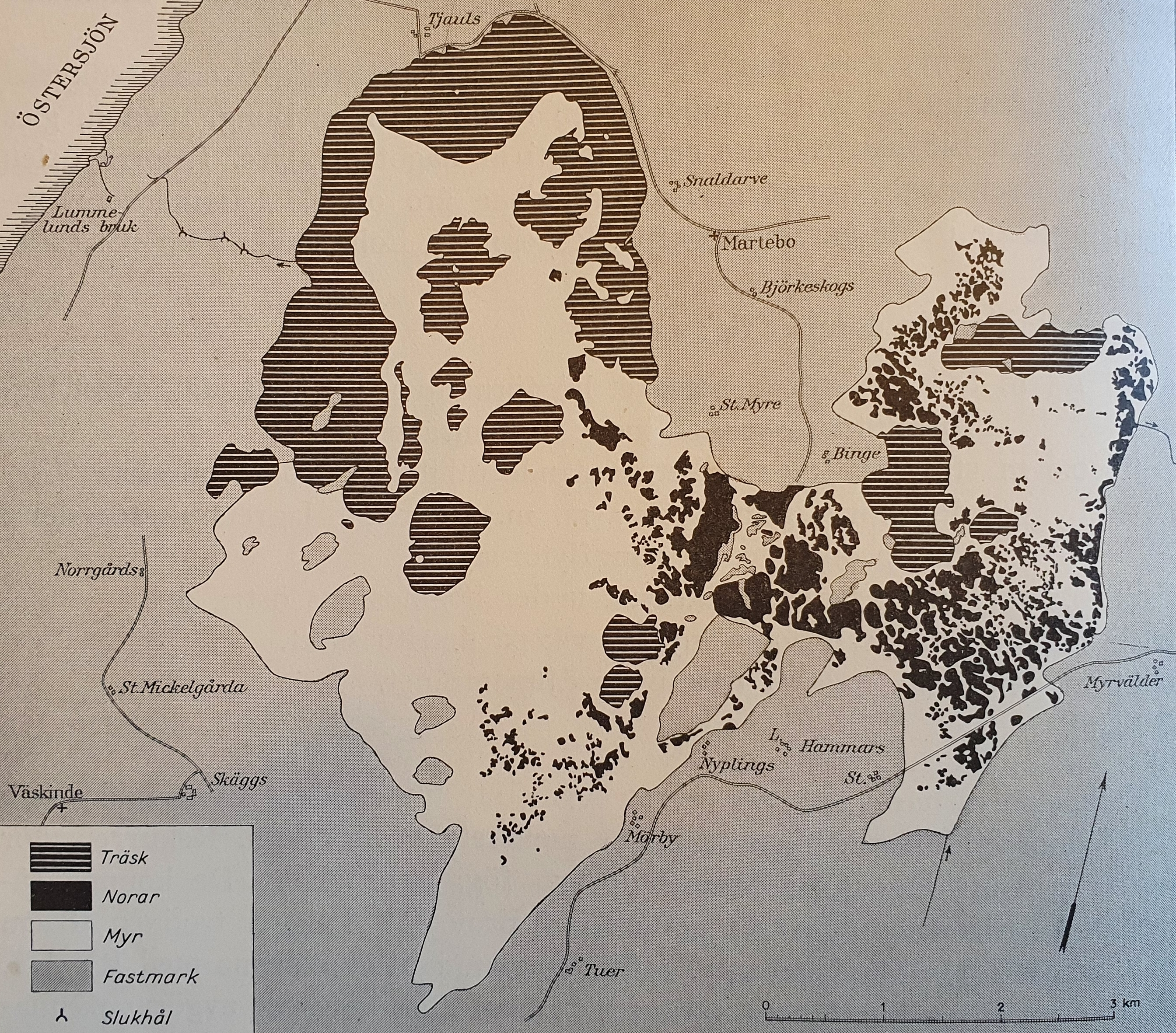
Martebo myr med ingående sjöar före utdikningarna. Uppmätning av L. Fegraeus 1886–1888, sammanställd av A. Hj. Olsson 1925.

Martebo myr är ett nu huvudsakligen utdikat myrområde i Martebo socken och angränsande socknar på Gotland.

## Beskrivning och historia
Hela Martebobäckenet torde under stenåldern och fram till början av bronsåldern ha utgjort en grund sjö, som därefter börjat växa igen. I samband med klimatförsämringen i slutet av bronsåldern ökade åter vattenståndet i myren och flera av de mindre sjöarna bildats.
Myren omfattade 1 560 hektar, varav 173 hektar sjö, den östra delen kallades Lokrume myr och omfattade 790 hektar och 41 hektar sjöar.  Myren avtappades genom Landträsk och Lummelundaströmmen. I slutet av 1800-talet utdikades myrområdet med en avtappningskanal vid Tjauls i Lummelunda socken för att förvandla myren till odlingsmark. Bland sjöarna som torrlades märks Mos träsk, Storträsk, Landträsk, Korspallträsk, Ensfjärdträsk, Ojstersojdsträsk, Rollumsträsk, Yxne träsk med flera. Idag återstår endast mindre sankmarker.
Delar av tidigare Landträsk anlades 1975-1976 en bevattningsdamm. Den nya dammen heter Landträskdammen och blev snabbt ett häckningsställe för flera fågelarter.

## Marteboljuset
Marteboljuset är ett ljusfenomen som folk genom tiderna upplevt vid Martebo myr. Många historier berättas om ljuset, men en berättas mer än andra. Det var fadern Knut Stare som var ensam hemma med sin femårige son när några soldater kom till torpet och ville ha mat och dryck. Fadern var tvungen att skåla med alla soldaterna, han blev full och somnade. När han vaknade var både soldaterna och pojken borta, han återfann aldrig sonen. Det sägs nu att det är fadern som går och letar efter pojken. 
Många nyfikna besökare, främst ungdomar och turister, rapporteras åka till Martebo myr i hopp om att få se Marteboljuset, vilket har gjort platsen till en populär utflyktsdestination. Enligt samtida vittnesmål från boende har det kallats ett "vallfartsområde" för både UFO‑intresserade och mystikintresserade.I boken Marteboljuset — myt och verklighet har Inga-Lill Wallin från UFO-Sverige undersökt ljusfenomenet. Hon drar slutsatsen att nästan alla observationer är billjus som iakttas från några kilometers håll. Några rapporter har dock visat sig svåra att förklara.